# Classe Bujan
La classe Bujan, conosciuta nel mercato domestico come Progetto 21630 (in cirillico: проекта 21630 Буян) o, alternativamente, con la designazione MAK (Malyj Artillerijskij Korabl, piccola nave cannoniera) è una classe di motocannoniere di moderna concezione prodotte nei cantieri Almaz di San Pietroburgo per conto della marina russa. Attive a partire dal 2006, queste unità prestano servizio nella Flottiglia del Caspio e sono tra le unità che più simboleggiano la ripresa delle attività cantieristiche navali russe interrottesi ai tempi della dissoluzione dell'URSS.
Per meglio rispondere alle inedite necessità strategiche del Ministero della Difesa russo di inizio anni 2010, il progetto Bujan è stato profondamente rivisto: dopo aver commissionato solo 3 unità al cliente finale, è infatti stata avviata la produzione di ulteriori unità sulla base di un nuovo progetto, denominato Progetto 21631 Bujan-M (in cirillico: проекта 21631 Буян-М), che le ha convertite in corvette missilistiche in grado di lanciare missili Kalibr in funzione antinave e di attacco terrestre.
Pesantemente armate per il loro modesto dislocamento, le corvette Bujan-M operano prevalentemente nella Flottiglia del Caspio e del Mar Nero ed hanno ricevuto il battesimo del fuoco nell'ottobre 2015 in occasione di una serie di attacchi missilistici condotti dalla lunga distanza, capacità inedita fino ad allora per la marina russa, contro obiettivi ISIS su territorio siriano.
Dato lo scarso pescaggio, tutte le unità di questa classe sono in grado di utilizzare le vie navigabili interne alla Federazione Russa per rischierarsi, al bisogno, sul Mar Baltico dal Mar Nero o dal Caspio senza dover circumnavigare il continente europeo lungo la rotta Mediterranea.

## Caratteristiche

### Bujan
Le unità classe Bujan sono tra i primi battelli di fabbricazione russa ad essere progettati e costruiti secondo criteri stealth che ne riducono la traccia radar. Dai profili spigolosi e privi di oblò, nonché caratterizzate dalla presenza di un cannone di prua con carenatura marcatamente sfaccettata, questi accorgimenti vengono estremizzati negli esemplari appartenenti alla seconda serie.
Il loro armamento principale è composto da un pezzo di artiglieria da 100mm, 2 mitragliatrici brandeggiabili, 2 CIWS e ridotte capacità di difesa aerea/attacco missilistico, limitate all'uso di lanciamissili e/o lanciarazzi portatili da parte dell'equipaggio.
La loro autonomia è di 1 500 miglia nautiche (2 800 km), oppure di 10 giorni alla velocità di crociera.

### Bujan-M
Gli esemplari di Bujan-M sono strutturalmente differenti dai loro precursori: con uno scafo 12 metri più lungo ed un'autonomia ed un dislocamento quasi doppi, l'armamento delle corvette del Progetto 21631 è integrato da un VLS universale a 8 celle e presentano la possibilità di imbarcare un elicottero ASW grazie ad un ponte di volo ricavato a poppa.

## Utilizzo
Il 7 ottobre 2015, le corvette Grad Sviyazhsk, Uglich, Velikiy Ustyug e la fregata di classe Gepard Daghestan, schierate nel Mar Caspio, hanno lanciato 26 missili da crociera Kalibr contro 11 obiettivi terroristici su territorio siriano. I missili hanno seguito una traiettoria prestabilita lunga circa 1.500 chilometri, attraversando gli spazi aerei di Iran ed Iraq prima di neutralizzare obiettivi dislocati nelle province di: Raqqa, Aleppo (sotto il controllo dello Stato Islamico) ed Idlib (sotto il controllo del Fronte Nusra).
Il Dipartimento della Difesa degli Stati Uniti, ha affermato che molti di questi missili non sono riusciti a raggiungere gli obiettivi designati.
Il 20 novembre 2015, le stesse unità hanno nuovamente lanciato 18 missili da crociera Kalibr dal Mar Caspio contro 7 obiettivi terroristici posti nelle province di Raqqa, Idlib ed Aleppo.
Il 19 agosto 2016, le corvette Zelenyy Dol e Serpukhov , schierate nel Mar Mediterraneo, hanno lanciato missili da crociera Kalibr contro le posizioni del gruppo terroristico Al-Nusra in Siria.
Nel 2020, Zelenyy Dol e la corvetta di classe Karakurt Odintsovo  sono stati schierati in acque artiche utilizzando le vie navigabili interne russe provandone la capacità di trasferimento tra le tre flotte occidentali e la Flottiglia del Caspio a seconda delle necessità.

## Flotta
| Voenno-morskoj flot Rossijskoj Federacii | Voenno-morskoj flot Rossijskoj Federacii | Voenno-morskoj flot Rossijskoj Federacii | Voenno-morskoj flot Rossijskoj Federacii | Voenno-morskoj flot Rossijskoj Federacii | Voenno-morskoj flot Rossijskoj Federacii |
| Nome                                     | Impostazione                             | Varo                                     | Entrata in servizio                      | Flotta                                   | Servizio                                 |
| Bujan (progetto 21630)                   | Bujan (progetto 21630)                   | Bujan (progetto 21630)                   | Bujan (progetto 21630)                   | Bujan (progetto 21630)                   | Bujan (progetto 21630)                   |
| ---------------------------------------- | ---------------------------------------- | ---------------------------------------- | ---------------------------------------- | ---------------------------------------- | ---------------------------------------- |
| Astrachan'                               | 30 gennaio 2004                          | 7 ottobre 2005                           | 1 settembre 2006                         | Flotta del Caspio                        | Attivo                                   |
| Volgodonsk                               | 25 febbraio 2005                         | 6 maggio 2011                            | 28 dicembre 2011                         | Flotta del Caspio                        | Attivo                                   |
| Machačkala                               | 24 marzo 2006                            | 27 aprile 2012                           | 4 dicembre 2012                          | Flotta del Caspio                        | Attivo                                   |
| Bujan-M (progetto 21631)                 |                                          |                                          |                                          |                                          |                                          |
| Grad Svijažsk                            | 27 agosto 2010                           | 9 marzo 2013                             | 27 luglio 2014                           | Flotta del Caspio                        | Attivo                                   |
| Uglič                                    | 22 luglio 2011                           | 10 aprile 2013                           | 27 luglio 2014                           | Flotta del Caspio                        | Attivo                                   |
| Velikij Ustjug                           | 27 agosto 2011                           | 21 maggio 2014                           | 19 dicembre 2014                         | Flotta del Caspio                        | Attivo                                   |
| Zelënyj Dol                              | 29 agosto 2012                           | 2 aprile 2015                            | 12 dicembre 2015                         | Flotta del Baltico                       | Attivo                                   |
| Serpuchov                                | 25 gennaio 2013                          | 3 aprile 2015                            | 12 dicembre 2015                         | Flotta del Baltico                       | Attivo                                   |
| Vyšnij Voločëk                           | 29 agosto 2013                           | 22 agosto 2016                           | 1 giugno 2018                            | Flotta del Mar Nero                      | Attivo                                   |
| Orechovo-Zuevo                           | 29 maggio 2014                           | 19 giugno 2018                           | 10 dicembre 2018                         | Flotta del Mar Nero                      | Attivo                                   |
| Ingušetija                               | 29 agosto 2014                           | 11 giugno 2019                           | 28 dicembre 2019                         | Flotta del Mar Nero                      | Attivo                                   |
| Grajvoron                                | 10 aprile 2015                           | aprile 2020                              | 30 dicembre 2020                         | Flotta del Mar Nero                      | Attivo                                   |
| Grad                                     | 24 aprile 2017                           | 17 settembre 2021                        | 29 dicembre 2022                         | Flotta del Baltico                       | Attivo                                   |
| Naro-Fominsk                             | 23 febbraio 2018                         | 9 dicembre 2022                          | 25 dicembre 2023                         | -                                        | Attivo                                   |
| Stavropol'                               | 12 luglio 2018                           | 11 giugno 2024                           | 2025                                     | -                                        | prove in mare                            |